# Did Mother Get Her Wish?
Did Mother Get Her Wish? est un film américain réalisé par Mack Sennett, sorti en 1912.

## Fiche technique
- Titre original : Did Mother Get Her Wish?
- Réalisation : Mack Sennett
- Société de production : American Mutoscope and Biograph Company
- Pays de production :  États-Unis
- Langue originale : anglais américain
- Format : noir et blanc - film muet
- Dates de sortie :
  - USA : 15 janvier 1912

## Distribution
- Mack Sennett
- Mabel Normand
- Ford Sterling